# Vaglierano Basso
Vaglierano Basso è un centro abitato d'Italia, dista 6,72 chilometri dal medesimo comune di Asti di cui essa fa parte. Vi sono complessivamente 82 famiglie residenti per un numero complessivo di 197 componenti. Nella Frazione si trovano alcuni locali commerciali ed artigianali come la Panetteria (Il Forno), Mini Market (da Claudia), Salone da Parrucchiere per Uomo ("Marco Hair Studio") e il Bar. Vi è inoltre anche una Banca (Cassa di Risparmio di Asti) e la Stazione Ferroviaria (Stazione di San Damiano d'Asti)